# Liste der Monuments historiques in Plouzané
Die Liste der Monuments historiques in Plouzané führt die Monuments historiques in der französischen Gemeinde Plouzané auf.

## Liste der Bauwerke
| Bezeichnung     | Beschreibung | Standort | Kennzeichnung | Schutzstatus | Datum | Bild           |
| --------------- | ------------ | -------- | ------------- | ------------ | ----- | -------------- |
| Fort du Mengant |              | (Lage)   | PA29000077    | Classé       | 2014  | weitere Bilder |

## Liste der Objekte
- Monuments historiques (Objekte) in Plouzané in der Base Palissy des französischen Kultusministeriums